# جاناتان تاه
یُناتان تا (آلمانی: Jonathan Glao Tah؛ زادهٔ ۱۱ فوریهٔ ۱۹۹۶ ‏(۲۹ سال) یک بازیکن فوتبال اهل آلمان است.
او در پست مدافع میانی برای بایرن مونیخ بازی می کند.

## زندگی شخصی
مادر او اهل آلمان است ولی پدرش از کشور ساحل عاج است.